# Jimmy Coe
Jimmy Coe oder James Coe (* 20. März 1921 in Tompkinsville, Kentucky als James R. West; † 26. Februar 2004 in Indianapolis) war ein US-amerikanischer Jazz- und Rhythm-&-Blues-Saxophonist.
Jimmy Coe begann seine Karriere in der Band des Pianisten Erroll Grandy, der auch ein früher Mentor von J. J. Johnson und Wes Montgomery war. Von 1938 bis 1940 gehörte Coe der Band von Buddy Bryant an. Als er zwanzig Jahre alt war, ging er mit dem Orchester von Jay McShann auf Tournee, in dem damals auch Charlie Parker, Al Hibbler, Gene Ramey und Harold „Doc“ West spielten.
In den 1950er Jahren wirkte Coe in Tiny Bradshaws Band an Aufnahmen für King mit; danach leitete er eine eigene Aufnahmesession (bei der ihn das Plattenlabel als Jimmy „Cole“ listete). 1953 machte er weitere Plattenaufnahmen unter eigenem Namen für das Label States mit seiner Formation Gay Cats of Rhythm; u. a. begleitete er mit seiner Combo, zu der James Palmer (p), John Whitcliff (b) und Earl Walker (dr) gehörten, den Bluessänger Max „Blues“ Bailey. Ende der 1950er Jahre leitete Coe die Hausband des kleinen Labels Note Records in Indianapolis.
Mitte der 1960er Jahre leitete er eine Bigband, die als Begleitgruppe für Künstler wie Aretha Franklin, Roy Hamilton und Gladys Knight & the Pips fungierte.
Außerdem arbeitete er mit Wes Montgomery, Slide Hampton, David Baker, Freddie Hubbard, Carl Perkins, Larry Ridley und Leroy Vinnegar.